# Средства коллективной защиты
Средства коллективной защиты работников (СКЗ) — технические средства, которые могут использоваться в военном деле  и в промышленности для предотвращения или уменьшения воздействия на людей вредных и/или опасных (производственных) факторов, а также для защиты от загрязнения.
Средства коллективной защиты работающего — средства защиты работающих, конструктивно и (или) функционально связанные с производственным оборудованием, производственным процессом, производственным помещением (зданием), производственной площадкой, производственной зоной, рабочим местом.
В основном, термин СКЗ используется в области охраны труда. В то же время схожая терминология применяется в области защиты от чрезвычайных ситуаций и гражданской обороны.
Средство коллективной защиты гражданской обороны — средство коллективной защиты ГО (гражданской обороны): сооружение, предназначенное для защиты группы людей от воздействия средств нападения противника.
Средства защиты коллективные — защитные сооружения, предназначенные для укрытия людей с целью защиты их жизни и здоровья от последствий аварий или катастроф на потенциально опасных объектах, либо стихийных бедствий в районах размещения этих объектов, а также от воздействия современных средств поражения.

### Классификация СКЗ
В области охраны труда средства коллективной защиты в зависимости от назначения подразделяют на классы:

#### Средства нормализации
- воздушной среды производственных помещений и рабочих мест (от повышенного или пониженного барометрического давления и его резкого изменения, повышенной или пониженной влажности воздуха, повышенной или пониженной ионизации воздуха, повышенной или пониженной концентрации кислорода в воздухе, повышенной концентрации вредных аэрозолей в воздухе);
- освещения производственных помещений и рабочих мест (пониженной яркости, отсутствия или недостатка естественного света, пониженной видимости, дискомфортной или слепящей блескости, повышенной пульсации светового потока, пониженного индекса цветопередачи);

#### Средства защиты от
- Повышенного уровня ионизирующих излучений;
- Повышенного уровня инфракрасных излучений;
- Повышенного или пониженного уровня ультрафиолетовых излучений;
- Повышенного уровня электромагнитных излучений;
- Повышенной напряженности магнитных и электрических полей;
- Повышенного уровня лазерного излучения;
- Повышенного уровня шума;
- Повышенного уровня вибрации (общей и локальной);
- Повышенного уровня ультразвука;
- Повышенного уровня инфразвуковых колебаний;
- Поражения электрическим током;
- Повышенного уровня статического электричества;
- Повышенных или пониженных температур поверхностей оборудования, материалов, заготовок;
- Повышенных или пониженных температур воздуха и температурных перепадов;
- Воздействия механических факторов (движущихся машин и механизмов; подвижных частей производственного оборудования и инструментов; перемещающихся изделий заготовок, материалов; нарушения целостности конструкций; обрушивающихся горных пород; сыпучих материалов; падающих с высоты предметов; острых кромок и шероховатостей поверхностей заготовок, инструментов и оборудования; острых углов);
- Воздействия химических факторов;
- Воздействия биологических факторов;
- Падения с высоты

### Общие требования к СКЗ
К средствам коллективной защиты в области охраны труда предъявляют следующие требования (ГОСТ 12.4.011-89):
- Средства защиты работающих должны обеспечивать предотвращение или уменьшение действия опасных и вредных производственных факторов.
- Средства защиты не должны быть источником опасных и вредных производственных факторов.
- Средства защиты должны отвечать требованиям технической эстетики и эргономики.

Выбор конкретного типа средства защиты работающих должен осуществляться с учетом требований безопасности для данного процесса или вида работ.
Средства коллективной защиты работающих конструктивно должны быть соединены с производственным оборудованием или его элементами управления таким образом, чтобы, в случае необходимости, возникло принудительное действие средства защиты.
Допускается использовать средства коллективной защиты в качестве элементов управления для включения и выключения производственного оборудования.
Средства коллективной защиты работающих должны быть расположены на производственном оборудовании или на рабочем месте таким образом, чтобы постоянно обеспечивалась возможность контроля его работы, а также безопасность ухода и ремонта.

### Перечень основных видов СКЗ
В соответствии с ГОСТ 12.4.011-89 к средствам нормализации воздушной среды производственных помещений и рабочих мест относятся устройства для: поддержания нормируемой величины барометрического давления; вентиляции и очистки воздуха; кондиционирования воздуха; локализации вредных факторов; отопления; автоматического контроля и сигнализации; дезодорации воздуха.
К средствам нормализации освещения производственных помещений и рабочих мест относятся: источники света; осветительные приборы; световые проемы; светозащитные устройства; светофильтры.

#### К средствам защиты от
Повышенного уровня ионизирующих излучений относятся: оградительные устройства; предупредительные устройства; герметизирующие устройства; защитные покрытия; устройства улавливания и очистки воздуха и жидкостей; средства дезактивации; устройства автоматического контроля; устройства дистанционного управления; средства защиты при транспортировании и временном хранении радиоактивных веществ; знаки безопасности; емкости радиоактивных отходов.
Повышенного уровня инфракрасных излучений относятся устройства: оградительные; герметизирующие; теплоизолирующие; вентиляционные; автоматического контроля и сигнализации; дистанционного управления; знаки безопасности
Повышенного или пониженного уровня ультрафиолетовых излучений относятся устройства: оградительные; для вентиляции воздуха; автоматического контроля и сигнализации; дистанционного управления; знаки безопасности.
Повышенного уровня электромагнитных излучений относятся: оградительные устройства; защитные покрытия; герметизирующие устройства; устройства автоматического контроля и сигнализации; устройства дистанционного управления; знаки безопасности.
Повышенной напряженности магнитных и электрических полей относятся: оградительные устройства; защитные заземления; изолирующие устройства и покрытия; знаки безопасности.
Повышенного уровня лазерного излучения относятся: оградительные устройства; предохранительные устройства; устройства автоматического контроля и сигнализации; устройства дистанционного управления; знаки безопасности.
Повышенного уровня шума относятся устройства: оградительные; звукоизолирующие звукопоглощающие; глушители шума; автоматического контроля и сигнализации; дистанционного управления.
Повышенного уровня вибрации относятся устройства: оградительные; виброизолирующие, виброгасящие и вибропоглощающие; автоматического контроля и сигнализации; дистанционного управления.
Повышенного уровня ультразвука относятся устройства: оградительные; звукоизолирующие, звукопоглощающие; автоматического контроля и сигнализации; дистанционного управления.
Поражения электрическим током относятся: оградительные устройства; устройства автоматического контроля и сигнализации; изолирующие устройства и покрытия; устройства защитного заземления и зануления; устройства автоматического отключения; устройства выравнивания потенциалов и понижения напряжения; устройства дистанционного управления; предохранительные устройства; молниеотводы и разрядники; знаки безопасности.
Повышенного уровня статического электричества относятся: заземляющие устройства; нейтрализаторы; увлажняющие устройства; антиэлектростатические вещества; экранирующие устройства.
Пониженных или повышенных температур поверхностей оборудования, материалов и заготовок относятся устройства: оградительные; автоматического контроля и сигнализации; термоизолирующие; дистанционного управления.
Повышенных или пониженных температур воздуха и температурных перепадов относятся устройства: оградительные; автоматического контроля и сигнализации; термоизолирующие; дистанционного управления; для радиационного обогрева и охлаждения.
Воздействия механических факторов относятся устройства: оградительные; автоматического контроля и сигнализации; предохранительные; дистанционного управления; тормозные; знаки безопасности.
Воздействия химических факторов относятся устройства: оградительные; автоматического контроля и сигнализации; герметизирующие; для вентиляции и очистки воздуха; для удаления токсичных веществ; дистанционного управления; знаки безопасности.
Воздействия биологических факторов относятся: оборудование и препараты для дезинфекции, дезинсекции, стерилизации, дератизации; оградительные устройства; герметизирующие устройства; устройства для вентиляции и очистки воздуха; знаки безопасности.
К средствам защиты от падения с высоты относятся: ограждения; защитные сетки; знаки безопасности.